# 神東塗料
神東塗料株式会社（しんとうとりょう、英文社名:SHINTO PAINT CO., LTD.）は、兵庫県尼崎市南塚口町に本社を置く塗料メーカーである。大日本塗料の子会社。
塗料は国内16位。自動車用塗料で米国アクサルタと提携。水性塗料が70%を占める。

## 主力製品・事業
- 粉体塗料
- 電着塗料
- 工業用
- 一般用・建築用

## 事業所
- 本社 - 兵庫県尼崎市南塚口町六丁目10番73号
- 東京オフィス - 東京都江東区東陽三丁目23番22号
- 名古屋事業所 - 名古屋市南区元塩町四丁目14番地1
- 尼崎工場 - 兵庫県尼崎市南塚口町六丁目10番73号
- 千葉工場 - 千葉県八千代市大和田新田711番地の1

## 沿革
- 1901年 - 神戸ボイル油株式会社として創業。
- 1933年 - 神戸ボイル油と東洋塗料製造株式会社が合併し、神東塗料として発足。
- 1938年 - 住友化学工業株式会社（現 住友化学株式会社）と資本・技術の提携。
- 1943年 - 帝國塗料株式会社を吸収合併。
- 1951年 - 大阪証券取引所に株式上場。
- 2007年 - ジャパンカーボライン株式会社を子会社化。
- 2013年 - 大阪証券取引所と東京証券取引所との現物株市場統合に伴い、東京証券取引所第1部に上場。
- 2021年11月 - 鋳鉄製の水道管に使われる合成樹脂塗料で試験データを改ざんし、不正に日本水道協会 (日水協) の認証を取得して製造出荷していた疑いがあると判明。翌年1月12日、公表し、対象製品12品目の出荷を停止した[1]。
- 2025年3月 - 大日本塗料株式会社の株式公開買付け及び第三者割当増資引受により同社の連結子会社となる。（筆頭株主であった住友化学株式会社との資本関係が無くなる）[2]。

## 主要関係会社

### 国内グループ企業
- 九州シントー
- 早神
- シントーファミリー
- 神東アクサルタ コーティング システムズ
- ジャパンカーボライン
- シントーサービス

### 海外グループ企業
- TOA-SHINTO(THAILAND)CO.,LTD.
- 神東艾仕得塗料系統股份有限公司
- PT. Shinto Paint Indonesia
- PT. Shinto Paint Manufacturing Indonesia
- SHINTRA SDN, BHD.